# Gideon Vogt
Karl Johann Gideon Wilhelm Philipp Vogt (* 31. Dezember 1830 in Kassel; † 30. April 1904 ebenda) war ein deutscher Philologe und Pädagoge und von 1870 bis 1893 Direktor des aus dem Lyceum Fridericianum hervorgegangenen Friedrichsgymnasiums in Kassel. Während seiner Amtszeit war der spätere Kaiser Wilhelm II. von 1874 bis 1877 dort Schüler.

## Leben
Vogts Vater war der aus Eisenach stammende Inspektor des kurhessischen Lehrerseminars August Wilhelm Jakob Vogt, der sich nach der 1835 vorgenommenen Verlegung des Seminars nach Homberg (Efze) als Schulreferent im Innenministerium um das hessische Volksschulwesen verdient machte und 1863 als Archivrat in Kassel verstarb. Gideon war von 1840 bis 1849 Schüler des 1840 Gymnasium gewordenen Lyceums Fridericianum und studierte danach Philologie an der Philipps-Universität Marburg. Am 28. November 1849 wurde er im Corps Teutonia zu Marburg recipiert. Nach seinem 1853 abgelegten Staatsexamen war er ein Jahr lang Praktikant am Lyceum Fridericianum und danach von 1854 bis 1856 Lehrer an einer Privatschule in Vevey (Schweiz). Es folgten zwei Jahre bis 1858 als Lehrer am Lyceum Fridericianum, die er 1857 zur Vollendung und Verteidigung seiner Dissertation nutzte. 1857 wurde er an der Universität Marburg promoviert. Von 1858 bis 1862 war er Lehrer am Gymnasium in Elberfeld.
1862 wurde Vogt zum Direktor des humanistischen Landesgymnasiums im Fürstentum Waldeck, der heutigen Alten Landesschule, in Korbach berufen. 1867 wechselte er als Direktor an das Königliche Gymnasium in Wetzlar, und 1870 wurde er als Nachfolger von Georg Wilhelm Matthias Direktor am Lyceum Fridericianum, wo er einst die Schulbank gedrückt hatte. Diese Stellung hatte er bis zum 1. April 1893 inne. Einer seiner Schüler war der preußische Prinz Wilhelm, der spätere Kaiser Wilhelm II., der im Herbst 1874 in die Obersekunda des Gymnasiums eintrat und im Januar 1877 mit seinem Abitur die Oberprima vollendete. Vogt war in diesen zweieinhalb Jahren nicht nur sein Rektor, sondern auch sein Latein- und Griechischlehrer. Kaiser Wilhelm I. verlieh Vogt aus Anlass des Abiturs seines Enkels den Königlichen Hausorden von Hohenzollern.
Die auch durch die Ausbildung des Prinzen bewirkte Anziehungskraft der Schule führte zu einem derartigen Anstieg der Schülerzahlen, dass die Kapazität des Lyceums nicht mehr ausreichte. Im Mai 1886 wurde daher ein zweites Gymnasium in Kassel eingeweiht, das Königliche Wilhelms-Gymnasium. Ein Teil der Lehrer- und Schülerschaft der nun Königliches Friedrichs-Gymnasium (Lyceum Fridericianum) genannten Schule zog in die neue Schule um; Vogt jedoch blieb Leiter der alten Stammschule.
In der Folge einer 1890 in Berlin veranstalteten Konferenz zur Beratung einer Reform des höheren Schulwesens, bei deren Eröffnung Kaiser Wilhelm II. sich unter Berufung auf seine eigene Gymnasialzeit ungemein negativ zum Konzept des humanistischen Gymnasiums äußerte, kam es in der Presse zu zahlreichen Angriffen auf das Friedrichsgymnasium und seinen Direktor. Georg Ernst Hinzpeter, des Kaisers Berater und ehemaliger Erzieher, sah sich daraufhin genötigt, Vogt in einem amtlichen Telegramm zu bestätigen, dass die Schule die bei der Erziehung des Prinzen in sie gesetzten Erwartungen in hohem Maße erfüllt habe. Auch der Kaiser selbst war in der Folge bemüht, Vogt sein Wohlwollen auszudrücken: er ernannte ihn zum Geheimrat und lud ihn bei späteren Besuchen in Kassel mehrfach zu seiner Tafel ein.
Vogt trat zum 1. April 1893 in den Ruhestand. Sein Nachfolger als Direktor des Friedrichsgymnasiums wurde Friedrich Heußner (1842–1917). Vogt starb elf Jahre später, am 30. April 1904.

## Ehe und Nachkommen
Vogt war verheiratet mit Luise Sophie geb. Cauer (1840–1918), Tochter des Pächters der Staatsdomäne Fasanenhof (Kassel), Paul Ehrhard Cauer (1796–1862) und dessen Ehefrau Caroline geb. Küster. Der Ehe entstammten der Sohn Paul August Heinrich Otto Gottfried Vogt (1860–1927), der promovierte und Privatgelehrter wurde, und die Tochter Johanna Vogt (1862–1944), die 1919 als erste Frau Stadträtin in Kassel wurde, aber 1933 nach der Machtergreifung der Nationalsozialisten dieses Amt aufgeben musste.

## Ehrungen
Neben dem ihm 1877 verliehenen Adler der Ritter des königlichen Hausordens von Hohenzollern erhielt Vogt 1879 den preußischen Roten Adlerorden IV. Klasse und den Fürstlich-Waldeckschen Verdienstorden II. Klasse sowie 1880 das Ritterkreuz I. Klasse des Großherzoglich Hessischen Verdienstordens Philipps des Großmütigen.
Er erhielt den Charakter als Geheimer Regierungsrat.

## Veröffentlichungen
Als wissenschaftlicher Autor trat Vogt vor allem mit seiner vierteiligen Monographie über den Didaktiker und Pädagogen Wolfgang Ratke (1571–1635) hervor, der sich selbst Wolfgangus Ratichius nannte:
- Eine pädagogische Abhandlung. Das Leben und die pädagogischen Bestrebungen des Wolfgang Ratichius, in: Programm vom Schuljahre 1875/76 als Einladung zu der am 6. und 7. April 1876 abzuhaltenden öffentlichen Prüfung der Osterklassen sowie zu der am 8. April stattfindenden Schlussfeier, Döll, Kassel 1876
- Eine pädagogische Abhandlung: Das Leben und die pädagogischen Bestrebungen des Wolfgang Ratichius; Zweite Abtheilung, in: Programm vom Schuljahre 1876/77 als Einladung zu der am 22. März 1877 Statt findenden öffentlichen Schulfeier des Geburtstages Sr. Majestät des Kaisers und Königs sowie zu der am 23. und 24. März abzuhaltenden öffentlichen Prüfung der Osterklassen des Gymnasiums, Döll, Kassel 1877
- Eine pädagogische Abhandlung: Das Leben und die pädagogischen Bestrebungen des Wolfgang Ratichius; Dritte Abtheilung, in: Programm vom Schuljahre 1878/79 als Einladung zu der am 3. und 4. April 1879 abzuhaltenden öffentlichen Prüfung der Oster-Klassen sowie zu der am 5. April statt findenden Schlussfeier, Döll, Kassel 1879
- Eine pädagogische Abhandlung: Das Leben und die pädagogischen Bestrebungen des Wolfgang Ratichius; Vierte Abtheilung, in: Programm vom Schuljahr 1880/81 als Einladung zu der am 9. April 1881 Statt findenden öffentlichen Schulfeier, Döll, Kassel 1881
- Wolfgang Ratichius, der Vorgänger des Amos Comenius. (= Die Klassiker der Pädagogik Bd. 17).  Schulbuchhandlung von F. G. L. Gressler, Langensalza 1894